# إدوارد جيمس غاي
إدوارد جيمس غاي (بالإنجليزية: Edward James Gay) هو سياسي أمريكي، ولد في 5 مايو 1878 بمقاطعة إبيرفيل في الولايات المتحدة، وتوفي في 1 ديسمبر 1952 في نفس البلد. حزبياً، نشط في الحزب الديمقراطي. وقد انتخب عضو مجلس نواب لويزيانا وانتخب عضو مجلس الشيوخ الأمريكي.